# Iveagh Markets

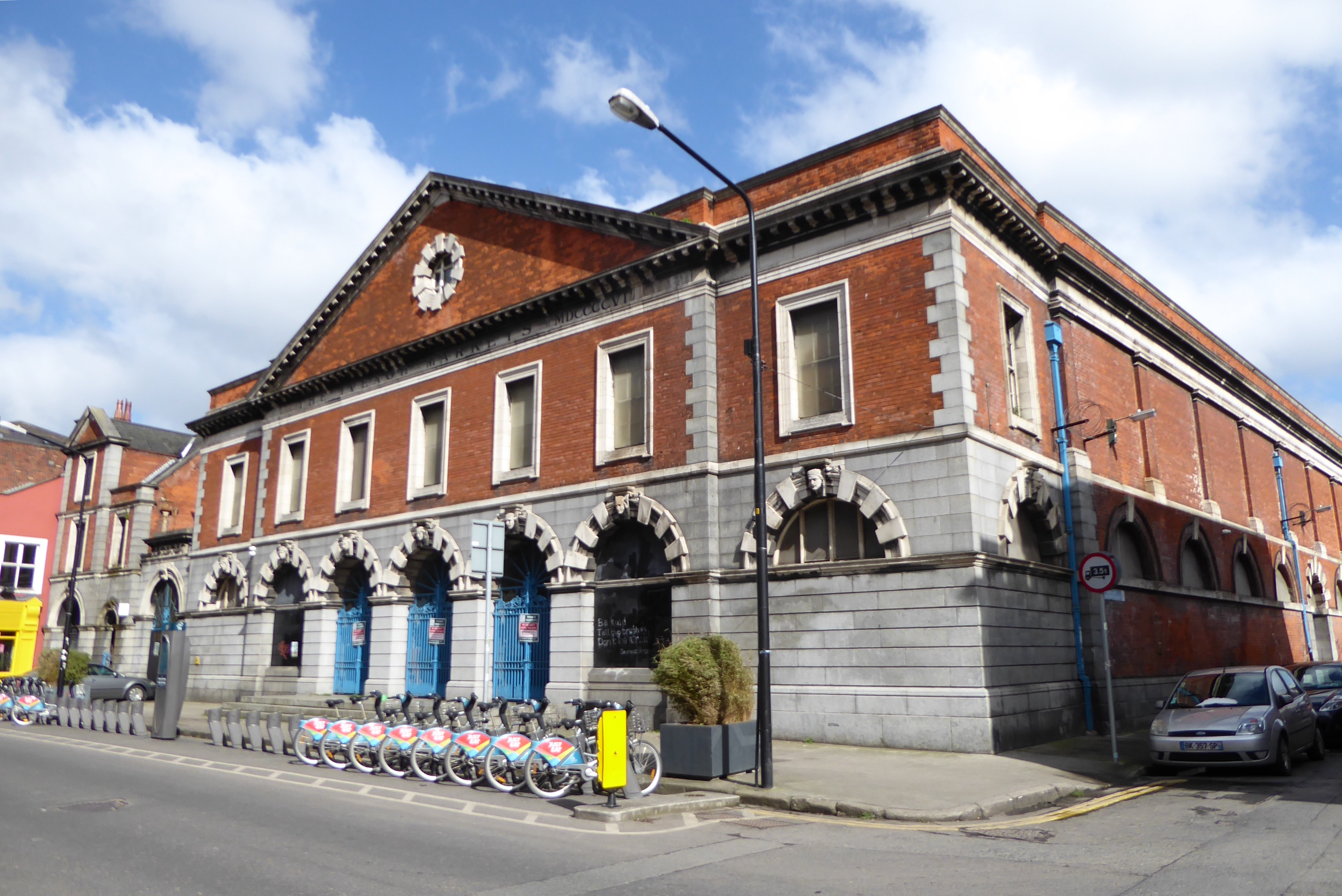
L'entrée de la rue Francis au bâtiment Iveagh Markets

Les Iveagh Markets est un ancien marché couvert construit dans le style architectural édouardien sur Francis Street et John Dillon Street à Dublin, en Irlande. Il a été ouvert de 1906 jusqu'aux années 1990. À partir de 2020, le site reste abandonné malgré les tentatives de réaménagement du site en un nouveau complexe de marché alimentaire.

## Histoire
Jusqu'à sa création par le 1er vicomte Iveagh, au nord de la cathédrale Saint-Patrick en 1901, des centaines de marchands ambulants tenaient des étals dans le quartier. Lord Iveagh a obtenu une loi du Parlement pour construire et offrir les marchés, à condition qu'ils soient gérés par la Dublin Corporation comme marchés publics ou le titre reviendrait à ses héritiers. Le site des marchés a été dégagé en 1900, avec l'objectif du nouveau marché couvert d'offrir aux commerçants locaux un endroit sec pour vendre des légumes, du poisson et des vêtements. Il a été construit par le Iveagh Trust, qui était initialement une composante du Guinness Trust, fondé en 1890 par Lord Iveagh,. La construction a commencé en 1902 et le marché a ouvert en 1906,. La maintenance du marché a été confiée à la Dublin Corporation (aujourd'hui Dublin City Council),,. Le bâtiment du marché a été construit dans le style édouardien,,.
Le marché était divisé en un marché sec face à la rue Francis et un marché au frais à l'arrière,. Le marché sec vendait des vêtements tandis que le marché au frais vendait du poisson, des fruits et des légumes,,.
Un bâtiment attenant abritait des installations de blanchisserie, de désinfection et d'épouillage,, ce qui était une innovation à Dublin. 

### Tentatives de fermeture et de restauration
Dans les années 1980, le marché était devenu délabré,. En 1993, le conseil a annoncé des plans pour une rénovation de 1,25 million de livres irlandaises,. Au cours des années suivantes, la somme a été jugée insuffisante et le conseil a annoncé en 1996 qu'il cherchait un promoteur privé pour redévelopper le marché,,. En 1997, l'hôtelier Martin Keane a obtenu un bail de 500 ans avec un appel d'offres 2 millions € d'euros,,. En 2007, Keane a obtenu un permis de construire pour développer le marché et un site adjacent en un complexe de marché alimentaire avec des restaurants, un hôtel de 97 lits, une salle de concert et une résidence de tourisme. Le permis de construire a été renouvelé en 2012 et un réaménagement 90 million € devait commencer au printemps 2015 et se terminer en 2017,,.
En janvier 2018, le conseil municipal a annoncé qu'il reprendrait possession du site du marché et rembourserait l'offre 2 million € de Keane en raison de son incapacité à réaménager le site. En septembre 2019, un rapport sur l'état de l'architecture commandé par le conseil municipal a conclu que le marché était dangereux et dans un état d'abandon avancé. Le rapport estime que les réparations essentielles coûteraient environ 13 million €, ce qui, selon le responsable de la planification du conseil municipal, ne peut pas être couvert par le budget du conseil municipal.
Le 8 décembre 2020, il a été révélé que le 4e comte d'Iveagh avait chargé une équipe de sécurité d'occuper et de reprendre possession de force du site aux premières heures de la matinée, citant les dispositions de la loi de 1901 selon lesquelles la propriété reviendrait à la famille Guinness si le site n'était pas été activement développé comme marché. Lord Iveagh et les Iveagh Trustees Ltd. ont rapporté par l'intermédiaire d'un porte-parole qu'ils avaient l'intention de développer le site d'une manière conforme aux souhaits du premier comte.

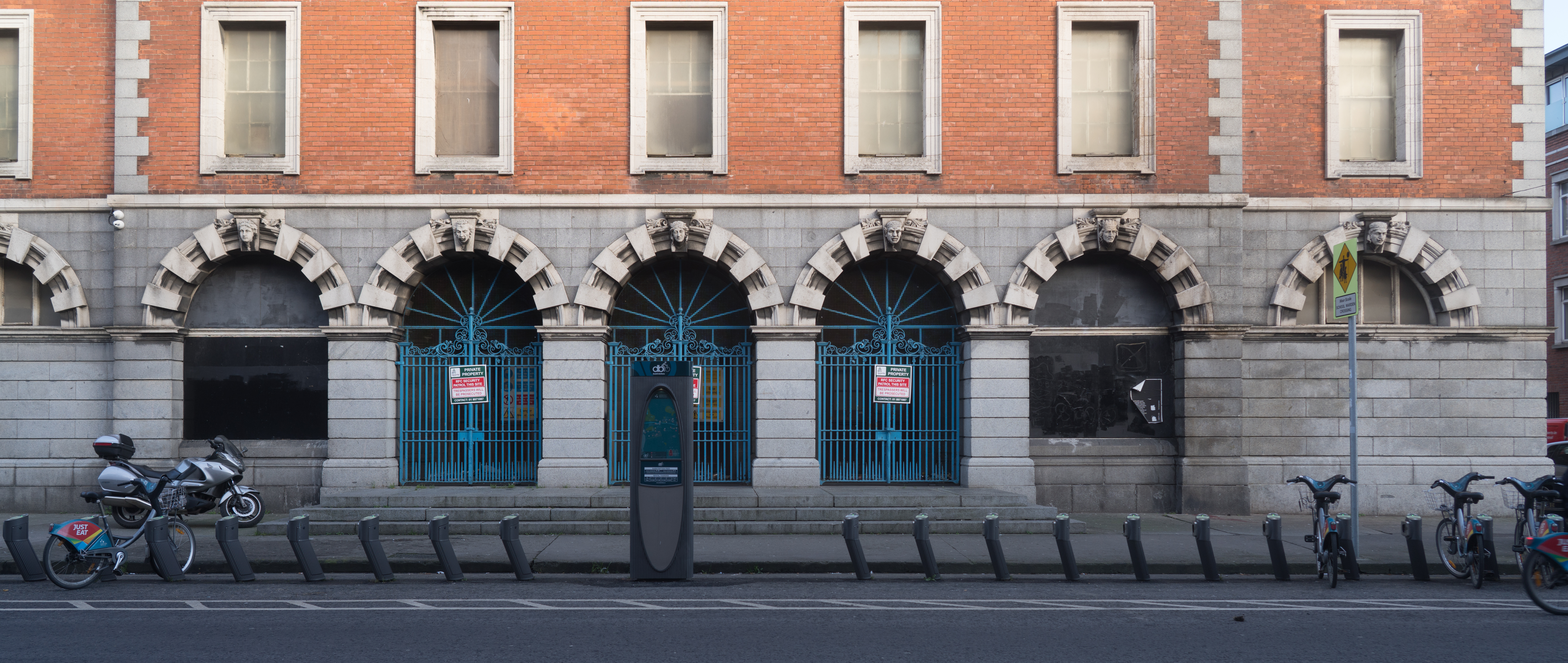
Une station de vélos Dublinbikes devant le bâtiment Iveagh Markets sur Francis Street;

## Source de la traduction
- (en) Cet article est partiellement ou en totalité issu de l’article de Wikipédia en anglais intitulé « Iveagh Markets » (voir la liste des auteurs).